# Pheidole philemon
Pheidole philemon är en myrart som beskrevs av Auguste-Henri Forel 1910. Pheidole philemon ingår i släktet Pheidole och familjen myror. Inga underarter finns listade i Catalogue of Life.